# Dacryoscyphus
Dacryoscyphus är ett släkte av svampar. Dacryoscyphus ingår i familjen Dacrymycetaceae, ordningen Dacrymycetales, klassen Dacrymycetes, divisionen basidiesvampar och riket svampar.
|               | Dacrymyces                                   |
|               |                                              |
|               | Calocera                                     |
|               |                                              |
|               | Ditiola                                      |
|               |                                              |
|               | Dacryopinax                                  |
|               |                                              |
|               | Guepiniopsis                                 |
|               |                                              |
|               | Cerinomyces                                  |
|               |                                              |
|               | Heterotextus                                 |
|               |                                              |
| Dacryoscyphus | \| \| Dacryoscyphus chrysochilus \| \| \| \| |
|               | \| \| Dacryoscyphus chrysochilus \| \| \| \| |
|               | Dacryonaema                                  |
|               |                                              |
|               | Cerinosterus                                 |
|               |                                              |
|               | Dacryoscyphus chrysochilus                   |
|               |                                              |

|  | Dacryoscyphus chrysochilus |
|  |                            |